# Сачел (Сибињ)
Сачел (рум. Săcel) насеље је у Румунији у округу Сибињ у општини Салиште. Oпштина се налази на надморској висини од 512 m.

## Историја
Према државном шематизму православног клира Угарске 1846. године у месту Етсело живело је 240 породица, са придодатим филијалним - 64 из Мага. Православни парох је тада поп Симеон Поповић, којем је помагао капелан поп Никола Шаш.

## Становништво
Према подацима из 2002. године у насељу је живело 520 становника, од којих су сви румунске националности.